# Eureka (Califòrnia)
Eureka és una població dels Estats Units a l'estat de Califòrnia. Segons el cens del 2007 tenia 26.097 habitants.

## Geografia

### Clima
Eureka té un clima temperat molt suau amb fluctuacions de temperatura molt petites entre l'estiu i l'hivern. Això és degut al fresc corrent de Califòrnia, la temperatura de l'aigua del qual oscil·la entre 11,7 °C i 16 °C durant tot l'any. Sota la classificació climàtica de Köppen, Eureka té un clima mediterrani oceànic (Csb) a causa de les escasses precipitacions durant l'estiu.
Les temperatures mitjanes d'estiu a Eureka són molt més fredes que a la ciutat de Nova York i Istanbul, que es troben a la mateixa latitud. Les temperatures d'estiu són inusualment fredes per a la latitud 40 i són similars a les del sud-est d'Alaska, Escòcia, Irlanda del Nord i Terra del Foc a l'extrem sud de Xile i Argentina, que es troben al nord i al sud de la latitud 50. Les temperatures mitjanes d'hivern també són molt més suaus que a Nova York i Istanbul i, a diferència d'aquestes dues ciutats, les gelades i la neu no passen cada any. La neu és particularment rara i cau com a màxim una o dues vegades per dècada.
| Dades climàtiques a Eureka, Califòrnia (Servei Meteorològic Nacional de l'Administració Nacional Oceànica i Atmosfèrica dels Estats Units), 1991–2020 normals, extrems 1886–present | Dades climàtiques a Eureka, Califòrnia (Servei Meteorològic Nacional de l'Administració Nacional Oceànica i Atmosfèrica dels Estats Units), 1991–2020 normals, extrems 1886–present | Dades climàtiques a Eureka, Califòrnia (Servei Meteorològic Nacional de l'Administració Nacional Oceànica i Atmosfèrica dels Estats Units), 1991–2020 normals, extrems 1886–present | Dades climàtiques a Eureka, Califòrnia (Servei Meteorològic Nacional de l'Administració Nacional Oceànica i Atmosfèrica dels Estats Units), 1991–2020 normals, extrems 1886–present | Dades climàtiques a Eureka, Califòrnia (Servei Meteorològic Nacional de l'Administració Nacional Oceànica i Atmosfèrica dels Estats Units), 1991–2020 normals, extrems 1886–present | Dades climàtiques a Eureka, Califòrnia (Servei Meteorològic Nacional de l'Administració Nacional Oceànica i Atmosfèrica dels Estats Units), 1991–2020 normals, extrems 1886–present | Dades climàtiques a Eureka, Califòrnia (Servei Meteorològic Nacional de l'Administració Nacional Oceànica i Atmosfèrica dels Estats Units), 1991–2020 normals, extrems 1886–present | Dades climàtiques a Eureka, Califòrnia (Servei Meteorològic Nacional de l'Administració Nacional Oceànica i Atmosfèrica dels Estats Units), 1991–2020 normals, extrems 1886–present | Dades climàtiques a Eureka, Califòrnia (Servei Meteorològic Nacional de l'Administració Nacional Oceànica i Atmosfèrica dels Estats Units), 1991–2020 normals, extrems 1886–present | Dades climàtiques a Eureka, Califòrnia (Servei Meteorològic Nacional de l'Administració Nacional Oceànica i Atmosfèrica dels Estats Units), 1991–2020 normals, extrems 1886–present | Dades climàtiques a Eureka, Califòrnia (Servei Meteorològic Nacional de l'Administració Nacional Oceànica i Atmosfèrica dels Estats Units), 1991–2020 normals, extrems 1886–present | Dades climàtiques a Eureka, Califòrnia (Servei Meteorològic Nacional de l'Administració Nacional Oceànica i Atmosfèrica dels Estats Units), 1991–2020 normals, extrems 1886–present | Dades climàtiques a Eureka, Califòrnia (Servei Meteorològic Nacional de l'Administració Nacional Oceànica i Atmosfèrica dels Estats Units), 1991–2020 normals, extrems 1886–present | Dades climàtiques a Eureka, Califòrnia (Servei Meteorològic Nacional de l'Administració Nacional Oceànica i Atmosfèrica dels Estats Units), 1991–2020 normals, extrems 1886–present |
| Mes | gen | febr | març | abr | maig | juny | jul | ag | set | oct | nov | des | anual |
| --- | --- | --- | --- | --- | --- | --- | --- | --- | --- | --- | --- | --- | --- |
| Màxima rècord °C (°F) | 26 (78) | 29 (85) | 26 (78) | 27 (80) | 29 (84) | 29 (85) | 25 (77) | 28 (82) | 31 (87) | 31 (87) | 27 (81) | 25 (77) | 31 (87) |
| Màxima mitjana °C (°F) | 12.8 (55.1) | 13 (55.4) | 13.4 (56.1) | 14.1 (57.4) | 15.3 (59.6) | 16.6 (61.9) | 17.3 (63.1) | 17.8 (64.0) | 17.7 (63.9) | 16.6 (61.9) | 14.3 (57.8) | 12.6 (54.7) | 15.1 (59.2) |
| Mitjana diària °C (°F) | 8.8 (47.9) | 9.1 (48.4) | 9.6 (49.2) | 10.4 (50.8) | 12.1 (53.7) | 13.3 (56.0) | 14.3 (57.7) | 14.7 (58.5) | 14 (57.2) | 12.4 (54.3) | 10.3 (50.5) | 8.6 (47.4) | 11.4 (52.6) |
| Mínima mitjana °C (°F) | 4.9 (40.8) | 5.2 (41.3) | 5.8 (42.4) | 6.8 (44.2) | 8.7 (47.7) | 10.1 (50.1) | 11.3 (52.4) | 11.7 (53.0) | 10.3 (50.5) | 8.2 (46.8) | 6.2 (43.2) | 4.4 (40.0) | 7.8 (46.0) |
| Mínima rècord °C (°F) | −7 (20) | −4 (24) | −2 (29) | −1 (31) | 2 (35) | 4 (40) | 6 (43) | 7 (44) | 2 (36) | 0 (32) | −3 (27) | −6 (21) | −7 (20) |
| Precipitació mitjana mm (polzades) | 169.4 (6.67) | 143.3 (5.64) | 146 (5.75) | 92.5 (3.64) | 42.2 (1.66) | 17.8 (0.70) | 4.6 (0.18) | 4.6 (0.18) | 17.3 (0.68) | 58.7 (2.31) | 124.2 (4.89) | 205.7 (8.10) | 1.026,2 (40,4) |
| Neu mitjana cm (polzades) | 0 (0.0) | 0 (0.0) | 0 (0.0) | 0 (0.0) | 0 (0.0) | 0 (0.0) | 0 (0.0) | 0 (0.0) | 0 (0.0) | 0 (0.0) | 0 (0.0) | 0 (0.0) | 0 (0.0) |
| Mitjana de dies de precipitació (≥ 0.01 in) | 16.5 | 15.4 | 16.0 | 13.8 | 9.3 | 5.5 | 3.0 | 3.5 | 4.7 | 8.7 | 14.3 | 17.1 | 127.8 |
| Mitjana de dies de neu (≥ 0.1 in) | 0.1 | 0.0 | 0.0 | 0.0 | 0.0 | 0.0 | 0.0 | 0.0 | 0.0 | 0.0 | 0.0 | 0.0 | 0.1 |
| Mitjana mensual d'hores de sol | 140.1 | 143.7 | 207.4 | 253.1 | 280.5 | 277.7 | 273.4 | 236.5 | 220.3 | 175.8 | 131.3 | 126.2 | 2.466 |
| Percentage d'hores de sol | 47 | 48 | 56 | 63 | 63 | 62 | 60 | 55 | 59 | 51 | 44 | 44 | 55 |
| Font #1: Administració Nacional Oceànica i Atmosfèrica (sol i humitat relativa 1961–1990)                                                                                           | | | | | | | | | | | | | |
| Font #2: PRISM Climate Group (punt de rosada, 1991–2020) | | | | | | | | | | | | | |

1. ↑  Màxims i mínims mensuals mitjans (és a dir, les lectures de temperatura més alta i més baixa durant un mes o any sencers) calculats a partir de les dades d'aquesta ubicació des del 1991 fins al 2020.

## Demografia
Segons el cens del 2000, Eureka tenia 26.128 habitants, 10.957 habitatges, i 5.883 famílies. La densitat de població era de 1.067,5 habitants/km².
Dels 10.957 habitatges en un 25,8% hi vivien nens de menys de 18 anys, en un 34,8% hi vivien parelles casades, en un 14% dones solteres, i en un 46,3% no eren unitats familiars. En el 35,3% dels habitatges hi vivien persones soles l'11,8% de les quals corresponia a persones de 65 anys o més que vivien soles. El nombre mitjà de persones vivint en cada habitatge era de 2,26 i el nombre mitjà de persones que vivien en cada família era de 2,93.
Per edats la població es repartia de la següent manera: un 22,4% tenia menys de 18 anys, un 11,6% entre 18 i 24, un 28,9% entre 25 i 44, un 23,5% de 45 a 60 i un 13,7% 65 anys o més.
L'edat mitjana era de 37 anys. Per cada 100 dones de 18 o més anys hi havia 95,7 homes.
La renda mitjana per habitatge era de 25.849 $ i la renda mitjana per família de 33.438 $. Els homes tenien una renda mitjana de 28.706 $ mentre que les dones 22.038 $. La renda per capita de la població era de 16.174 $. Entorn del 15,8% de les famílies i el 23,7% de la població estaven per davall del llindar de pobresa.

## Poblacions més properes
El següent diagrama mostra les poblacions més properes.